# 希克曼 (加利福尼亞州)
希克曼（英語：Hickman）是位於美國加利福尼亞州斯坦尼斯洛斯縣的一個人口普查指定地區。

## 地理
希克曼的座標為37°37′27″N 120°45′28″W / 37.62417°N 120.75778°W，而該地最高點為海拔高度54米（即177英尺）。

## 人口
根據2010年美國人口普查的數據，希克曼的面積為2.809平方千米，當中陸地面積為2.787平方千米，而水域面積為0.022平方千米。當地共有人口641人，而人口密度為每平方千米228人。